# Heinrich von Freystedt
 Heinrich Gustav Ludwig Freiherr von Freystedt (* 1. September 1809 in Bruchsal; † 8. Mai 1885) war ein großherzoglich badischer Generalmajor und preußischer Generalleutnant. Er war ein Ur-Enkel des ersten Großherzogs Karl Friedrich aus einer unehelichen Seitenlinie.

## Leben

### Herkunft
Heinrich war der einzige Sohn von Karl von Freystedt und Luise Julie Hauchecorne.

### Militärische Karriere
Freystedt begann 1824 direkt nach der Konfirmation seine militärische Ausbildung in der Badischen Armee und wurde 1825 Leutnant. 1830 begleitete er als Adjutant seinen Vater bei diplomatischen Missionen zu einer Anzahl europäischer Hauptstädte. 1841 avancierte er zum Rittmeister und 1851 zum Major. 1854 wurde er als Oberstleutnant auch Kommandant des 2. Dragoner-Regiments. Weitere Beförderungen folgten (1856 Oberst; 1860 Generalmajor). Nach seiner Pensionierung 1866, wurde er 1877 vom Kaiser zum Generalleutnant ernannt.
Er wurde 1852 mit dem Kommandeurskreuz II. Klasse des Ordens vom Zähringer Löwen ausgezeichnet.

### Familie
Er heiratete 1833 Aloyse von Blonay (1813–1837) und hatte mit ihr vier Kinder, wobei die beiden Söhne früh verstarben:
- Bertha (* 1834) ⚭ Graf Olympe Agnato
- Emma (* 1837) ⚭ Amnadée Roux

Nach dem Tod seiner ersten Frau heiratete Freystedt 1839 Mathilde Freiin von Mentzingen, mit der er den einzigen überlebenden Sohn hatte:
- Leopold (1840–1917), großherzoglich badischen Kammerherr und Hofmarschall

## Sonstiges
Freystedt war ein passionierter Reiter, der sich auch der Pferdezucht widmete. Seinen Ruhestand verbrachte er teilweise in Karlsruhe und teilweise auf seinem Gut in Istein, wo er 1850 den ehemaligen Dinghof des Domkapitels Basel zu einem Schlösschen mit Parkanlage ausbaute.